# Sassuolo Calcio Femminile 2017-2018
Questa voce raccoglie le informazioni riguardanti l'Associazione Sportiva Dilettantistica Sassuolo Calcio Femminile nelle competizioni ufficiali della stagione 2017-2018.

## Organigramma societario
Area tecnica
- Allenatore: Federica D'Astolfo
- Allenatore in seconda: Samantha Dolci
- Preparatore portieri: Raffaele Nuzzo
- Preparatore atletico: Matteo Benassi
- Team manager: Luca Bortoli

Area sanitaria
- Medico sociale: Giulia D'Apote
- Fisioterapista: Daniele Caminati

## Rosa
Rosa e numeri come da sito societario.
| N. |                   | Ruolo | Calciatrice            |
| -- | ----------------- | ----- | ---------------------- |
| 1  | Italia (bandiera) | P     | Sabrina Tasselli       |
| 2  | Italia (bandiera) | D     | Paola Gobbi            |
| 3  | Italia (bandiera) | D     | Giulia Bursi           |
| 4  | Italia (bandiera) | C     | Lara Barbieri          |
| 5  | Italia (bandiera) | D     | Roberta D'Adda         |
| 6  | Italia (bandiera) | D     | Gloria Giatras Zoi     |
| 7  | Italia (bandiera) | A     | Francesca Imprezzabile |
| 8  | Italia (bandiera) | C     | Eleonora Prost         |
| 9  | Italia (bandiera) | A     | Giusy Faragò           |
| 10 | Italia (bandiera) | C     | Sara Tardini           |
| 11 | Italia (bandiera) | A     | Fabiana Costi          |
| 12 | Italia (bandiera) | A     | Stella Botti           |
| 13 | Italia (bandiera) | D     | Elisabetta Oliviero    |
| 14 | Italia (bandiera) | A     | Sandy Iannella         |
| 15 | Italia (bandiera) | C     | Benedetta Brignoli     |

| N. |                    | Ruolo | Calciatrice        |
| -- | ------------------ | ----- | ------------------ |
| 16 | Italia (bandiera)  | C     | Chiara Eusebio     |
| 17 | Italia (bandiera)  | A     | Stefania Tarenzi   |
| 18 | Italia (bandiera)  | C     | Giada Pondini      |
| 19 | Italia (bandiera)  | D     | Rebecca Poluzzi    |
| 20 | Italia (bandiera)  | P     | Alice Lugli        |
| 21 | Italia (bandiera)  | D     | Greta Maretti      |
| 22 | Italia (bandiera)  | D     | Eleonora Rosso     |
| 23 | Italia (bandiera)  | C     | Giorgia Tudisco    |
| 24 | Romania (bandiera) | C     | Adina Giurgiu      |
| 26 | Italia (bandiera)  | C     | Martina Corradini  |
| 27 | Italia (bandiera)  | D     | Stefania Zanoletti |
| 28 | Italia (bandiera)  | C     | Silvia Zanni       |
| 29 | Romania (bandiera) | A     | Laura Rus          |
| 30 | Italia (bandiera)  | P     | Francesca Ierardi  |

## Calciomercato

### Sessione estiva
| Acquisti | Acquisti            | Acquisti      | Acquisti |
| R.       | Nome                | da            | Modalità |
| -------- | ------------------- | ------------- | -------- |
| D        | Roberta D'Adda      | Brescia       | [ 7 ]    |
| D        | Elisabetta Oliviero | Cuneo         | [ 8 ]    |
| D        | Eleonora Rosso      | Cuneo         | [ 8 ]    |
| C        | Chiara Eusebio      | Brescia       | prestito |
| C        | Giada Pondini       | San Zaccaria  | [ 7 ]    |
| A        | Stella Botti        | Academy Parma | prestito |
| A        | Sandy Iannella      | Cuneo         | [ 9 ]    |
| A        | Stefania Tarenzi    | Brescia       | [ 7 ]    |

| Cessioni | Cessioni       | Cessioni | Cessioni |
| R.       | Nome           | a        | Modalità |
| -------- | -------------- | -------- | -------- |
| A        | Benedetta Orsi | Empoli   | prestito |

### Sessione invernale
| Acquisti | Acquisti        | Acquisti        | Acquisti |
| R.       | Nome            | da              | Modalità |
| -------- | --------------- | --------------- | -------- |
| C        | Giorgia Tudisco | Luserna         | [ 11 ]   |
| C        | Adina Giurgiu   | U Olimpia Cluj  | [ 12 ]   |
| A        | Laura Rus       | Apollōn Lemesou | [ 13 ]   |

| Cessioni | Cessioni    | Cessioni | Cessioni |
| R.       | Nome        | a        | Modalità |
| -------- | ----------- | -------- | -------- |
| D        | Paola Gobbi | Riozzese | [ 14 ]   |

## Risultati

### Serie A

#### Girone di andata
| Arbitro: | Umberto Crainich (Conegliano) |

|  |           |                            |
|  | Marcatori | 7’, 27’, 39’, 65’ Clelland |

| Arbitro: | Edoardo Papale (Torino) |

|                   |           |             |
| Giacinti 33’, 59’ | Marcatori | 44’ Tarenzi |

| Arbitro: | Leonardo Funari (Roma) |

|                       |           |                                             |
| Tardini 12’ Botti 84’ | Marcatori | 16’ Linari 49’ Caccamo 59’ Mauro 82’ Brazil |

| Arbitro: | Sergio Palmieri (Conegliano) |

|                |           |  |
| Errico 2’, 68’ | Marcatori |  |

| Arbitro: | Luca Pileggi (Bergamo) |

|  |           |               |
|  | Marcatori | 15’ Carradore |

| Arbitro: | Ernesto Pinchetti (Sesto San Giovanni) |

|                         |           |  |
| Rosucci 28’ Franssi 76’ | Marcatori |  |

| Arbitro: | Luca Selvatici (Rovigo) |

|              |           |                                   |
| Oliviero 38’ | Marcatori | 37’ Alborghetti 70’ Monterubbiano |

| Arbitro: | Sergio Balbo (Caserta) |

|  |           |             |
|  | Marcatori | 23’ Tarenzi |

| Arbitro: | Kevin Bonacina (Bergamo) |

|  |           |           |
|  | Marcatori | 74’ Bargi |

| Arbitro: | Silvia Gasperotti (Rovereto) |

|                       |           |                                |
| Dupuy 31’ Fishley 57’ | Marcatori | 55’ (aut.) Soffia 68’ Oliviero |

| Arbitro: | Thomas Bonci (Pesaro) |

|                                                   |           |                             |
| Oliviero 4’ Bursi 49’ Tardini 67’ Giatras Zoi 81’ | Marcatori | 18’ Serturini 72’ Novellino |

#### Girone di ritorno
| Arbitro: | Mirko Giuseppe Cimmarusti (Novara) |

|               |           |  |
| Camporese 82’ | Marcatori |  |

| Arbitro: | Sergio Palmieri (Conegliano) |

|  |           |                             |
|  | Marcatori | 4’ Bergamaschi 70’ Sabatino |

| Arbitro: | Domenico Mirabella (Napoli) |

|                               |           |  |
| Bonetti 25’ Linari 85’ (rig.) | Marcatori |  |

| Arbitro: | Daljit Singh (Macerata) |

|             |           |  |
| Tarenzi 81’ | Marcatori |  |

| Arbitro: | Emanuele Ceriello (Chiari) |

|                         |           |               |
| Fuselli 51’ Coppola 55’ | Marcatori | 90+1’ Tarenzi |

| Arbitro: | Johannes Tappeiner (Merano) |

|  |           |                                         |
|  | Marcatori | 16’, 41’, 46’, 64’ Bonansea 60’ Cantore |

| Arbitro: | Aleksandar Djurdjevic (Trieste) |

|                              |           |  |
| Pellegrinelli 19’ Mendes 87’ | Marcatori |  |

| Arbitro: | Lorenzo Maccarini (Arezzo) |

|             |           |  |
| Tudisco 72’ | Marcatori |  |

| Arbitro: | Michele Cirio (Savona) |

|  |           |                                        |
|  | Marcatori | 22’ Tarenzi 33’, 76’ Costi 51’ Tudisco |

| Arbitro: | Deborah Bianchi (Prato) |

|                       |           |             |
| Tarenzi 27’ Costi 52’ | Marcatori | 38’ Hannula |

| Arbitro: | Agostino De Santis (Campobasso) |

|                            |           |             |
| Quazzico 28’ Novellino 68’ | Marcatori | 42’ Tarenzi |

#### Play-out
| Arbitro: | Cristiano Ursini (Pescara) |

|  |           |                                             |
|  | Marcatori | 99’ Iannella 106’ (rig.) Costi 116’ Tudisco |

### Coppa Italia

#### Primo turno
Accoppiamento A18
| Arbitro: | Luca Selvatici (Rovigo) |

|  |           |                              |
|  | Marcatori | 21’ Tarenzi 62’ (rig.) Costi |

| Reggio Emilia 10 settembre 2017, ore 16:30 CEST ritorno | Sassuolo                 | 0 – 0 referto | Bologna | Stadio comunale Mirabello\| Arbitro: \| Gioele Iacobellis (Pisa) \| |
| Arbitro:                                                | Gioele Iacobellis (Pisa) |               |         |                                                                     |

#### Secondo turno
| Arbitro: | Stefano Grassi (Forlì) |

|           |           |  |
| Zanni 10’ | Marcatori |  |

#### Terzo turno
| Arbitro: | Matteo Canci (Carrara) |

|                                       |           |  |
| Pittaccio 35’ Manieri 60’ Pugnali 82’ | Marcatori |  |

## Statistiche

### Statistiche di squadra
| Competizione     | Punti | In casa | In casa | In casa | In casa | In casa | In casa | In trasferta | In trasferta | In trasferta | In trasferta | In trasferta | In trasferta | Totale | Totale | Totale | Totale | Totale | Totale | DR  |
| Competizione     | Punti | G       | V       | N       | P       | Gf      | Gs      | G            | V            | N            | P            | Gf           | Gs           | G      | V      | N      | P      | Gf     | Gs     | DR  |
| ---------------- | ----- | ------- | ------- | ------- | ------- | ------- | ------- | ------------ | ------------ | ------------ | ------------ | ------------ | ------------ | ------ | ------ | ------ | ------ | ------ | ------ | --- |
| Serie A          | 16    | 11      | 4       | 0       | 7       | 11      | 22      | 11           | 2            | 1            | 8            | 10           | 17           | 22     | 6      | 1      | 15     | 21     | 39     | -18 |
| Serie A play-out | -     | -       | -       | -       | -       | -       | -       | -            | -            | -            | -            | -            | -            | 1      | 1      | 0      | 0      | 3      | 0      | +3  |
| Coppa Italia     | -     | 2       | 1       | 1       | 0       | 1       | 0       | 2            | 1            | 0            | 1            | 2            | 3            | 4      | 2      | 1      | 1      | 3      | 3      | 0   |
| Totale           | -     | 13      | 5       | 1       | 7       | 12      | 22      | 13           | 3            | 1            | 9            | 12           | 20           | 27     | 9      | 2      | 16     | 27     | 42     | -15 |

### Andamento in campionato
| Giornata  | 1 | 2  | 3  | 4  | 5  | 6  | 7  | 8  | 9  | 10 | 11 | 12 | 13 | 14 | 15 | 16 | 17 | 18 | 19 | 20 | 21 | 22 |
| --------- | - | -- | -- | -- | -- | -- | -- | -- | -- | -- | -- | -- | -- | -- | -- | -- | -- | -- | -- | -- | -- | -- |
| Luogo     | C | T  | C  | T  | C  | T  | C  | T  | C  | T  | C  | T  | C  | T  | C  | T  | C  | T  | C  | T  | C  | T  |
| Risultato | P | P  | P  | P  | P  | P  | P  | V  | P  | N  | V  | P  | P  | P  | V  | P  | P  | P  | V  | V  | V  | P  |
| Posizione | 9 | 10 | 12 | 12 | 12 | 12 | 12 | 12 | 12 | 12 | 10 | 12 | 12 | 12 | 11 | 11 | 11 | 11 | 10 | 9  | 9  | 9  |

Legenda:

Luogo: C = Casa; T = Trasferta. Risultato: V = Vittoria; N = Pareggio; P = Sconfitta.

### Statistiche delle giocatrici
| Giocatore       | Serie A  | Serie A | Serie A     | Serie A    | Coppa Italia | Coppa Italia | Coppa Italia | Coppa Italia | Totale   | Totale | Totale      | Totale     |
| Giocatore       | Presenze | Reti    | Ammonizioni | Espulsioni | Presenze     | Reti         | Ammonizioni  | Espulsioni   | Presenze | Reti   | Ammonizioni | Espulsioni |
| --------------- | -------- | ------- | ----------- | ---------- | ------------ | ------------ | ------------ | ------------ | -------- | ------ | ----------- | ---------- |
| L. Barbieri     | 1+1      | 0       | 0           | 0          | -            | -            | -            | -            | 2        | 0      | 0           | 0          |
| S. Botti        | 6        | 1       | 0           | 0          | 2            | 0            | 0            | 0            | 8        | 1      | 0           | 0          |
| B. Brignoli     | 12+1     | 0       | 0           | 0          | 1            | 0            | 0            | 0            | 14       | 0      | 0           | 0          |
| G. Bursi        | 22+1     | 1       | 0           | 0          | 4            | 0            | 0            | 0            | 27       | 1      | 0           | 0          |
| M. Corradini    | -        | -       | -           | -          | -            | -            | -            | -            | -        | -      | -           | -          |
| F. Costi        | 16+1     | 3+1     | 0           | 0          | 2            | 1            | 1            | 0            | 19       | 5      | 1           | 0          |
| R. D'Adda       | 21+1     | 0       | 1           | 0          | 4            | 0            | 0            | 0            | 26       | 0      | 1           | 0          |
| C. Eusebio      | 6        | 0       | 0           | 0          | 2            | 0            | 0            | 0            | 8        | 0      | 0           | 0          |
| G. Faragò       | 12       | 0       | 0           | 0          | 1            | 0            | 0            | 0            | 13       | 0      | 0           | 0          |
| G. Giatras Zoi  | 21+1     | 1       | 2           | 0          | 4            | 0            | 0            | 0            | 26       | 1      | 2           | 0          |
| A. Giurgiu      | 8+1      | 0       | 1           | 0          | 1            | 0            | 0            | 0            | 10       | 0      | 1           | 0          |
| P. Gobbi        | 0        | 0       | 0           | 0          | 0            | 0            | 0            | 0            | 0        | 0      | 0           | 0          |
| S. Iannella     | 7+1      | 0+1     | 1           | 0          | 2            | 0            | 0            | 0            | 10       | 1      | 1           | 0          |
| F. Ierardi      | 0        | 0       | 0           | 0          | 2            | -3           | 0            | 0            | 2        | -3     | 0           | 0          |
| F. Imprezzabile | 4        | 0       | 0           | 0          | 2            | 0            | 0            | 0            | 6        | 0      | 0           | 0          |
| A. Lugli        | 4        | -7      | 0           | 0          | 3            | 0            | 0            | 0            | 7        | -7     | 0           | 0          |
| G. Maretti      | 2        | 0       | 0           | 0          | 0            | 0            | 0            | 0            | 2        | 0      | 0           | 0          |
| E. Oliviero     | 21+1     | 3       | 1+1         | 0          | 3            | 0            | 0            | 0            | 25       | 3      | 2           | 0          |
| R. Poluzzi      | 0        | 0       | 0           | 0          | -            | -            | -            | -            | 0        | 0      | 0           | 0          |
| G. Pondini      | 12       | 0       | 0           | 0          | 3            | 0            | 0            | 0            | 15       | 0      | 0           | 0          |
| E. Prost        | 15       | 0       | 5           | 1          | 3            | 0            | 0            | 0            | 18       | 0      | 5           | 1          |
| E. Rosso        | 3        | 0       | 0           | 0          | 1            | 0            | 0            | 0            | 4        | 0      | 0           | 0          |
| L. Rus          | 13+1     | 0       | 0           | 0          | 2            | 0            | 0            | 0            | 16       | 0      | 0           | 0          |
| S. Tardini      | 21+1     | 2       | 1           | 0          | 4            | 0            | 0            | 0            | 26       | 2      | 1           | 0          |
| S. Tarenzi      | 19       | 7       | 0           | 1          | 2            | 1            | 0            | 0            | 21       | 8      | 0           | 1          |
| S. Tasselli     | 18+1     | -32     | 0           | 0          | -            | -            | -            | -            | 19       | -32    | 0           | 0          |
| G. Tudisco      | 7+1      | 2+1     | 2           | 0          | 2            | 0            | 0            | 0            | 10       | 3      | 2           | 0          |
| S. Zanni        | 4        | 0       | 0           | 0          | 2            | 1            | 0            | 0            | 6        | 1      | 0           | 0          |
| S. Zanoletti    | 19+1     | 0       | 1           | 0          | 4            | 0            | 0            | 0            | 24       | 0      | 1           | 0          |